# Les Pélopides

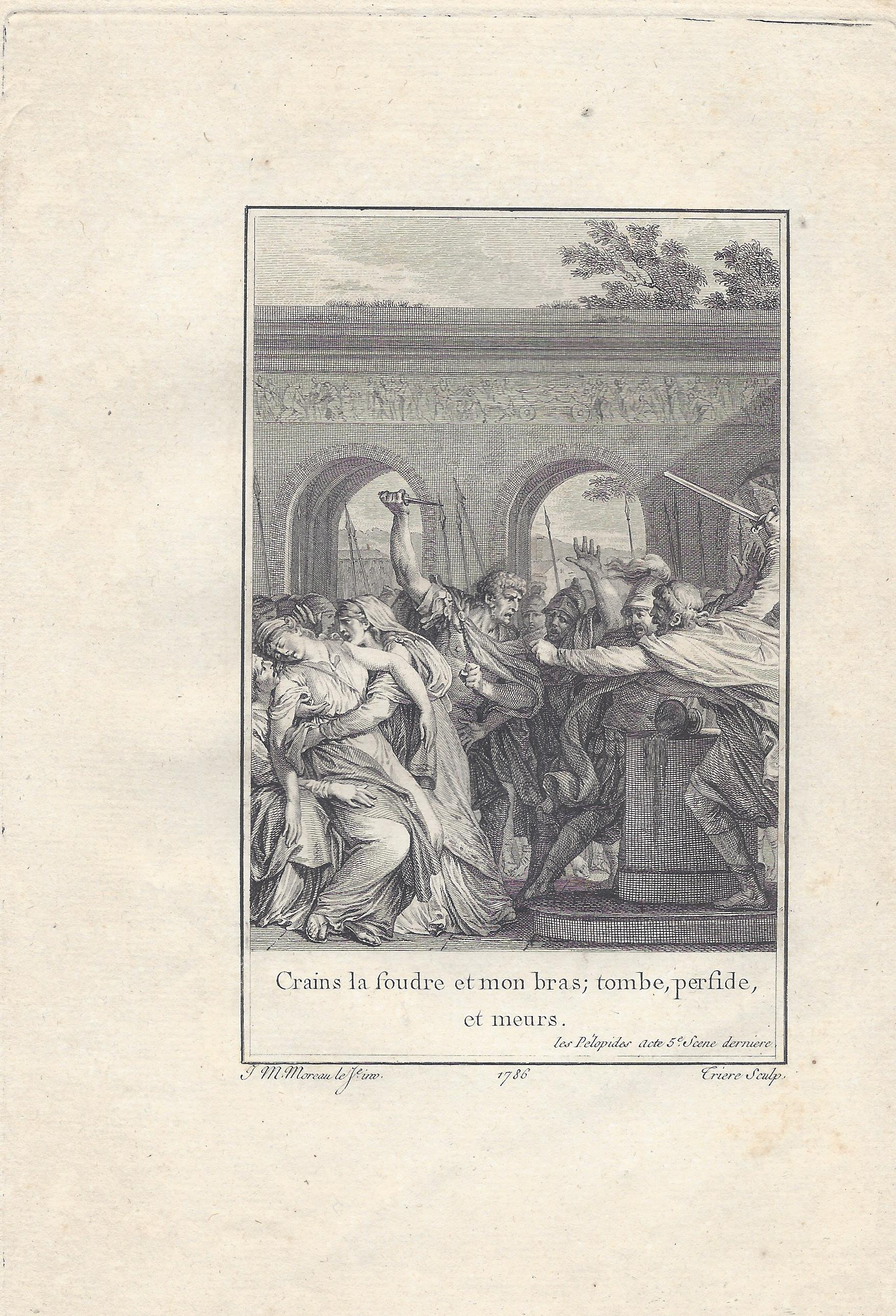
Jean-Michel Moreau: Illustration zu Les Pélopides 1786

Les Pélopides ist eine Tragödie in fünf Aufzügen von Voltaire. Zu einer Aufführung der 1771–72 verfassten Pelopiden kam es nicht.

## Handlung
Akt 1
Die Handlung spielt am Vorplatz eines Tempels. Die Söhne Atrée (Atreus), König von Argos, und Thyeste (Thyestes), König von Mykene, streiten sich von beiderseitigem Hass erfüllt um das Erbe ihres Vaters Pélops (Pelops), des Sohnes des Tantalos. Ihre Mutter Hippodamie ist besorgt angesichts der Zwietracht ihrer Söhne. Érope (Aërope), die Frau des Atrée, glaubt, dass sie diese Zwietracht gesät hat. Denn liebt Thyeste und hat von ihm einen Sohn.
Akt 2
Atrée erscheint mit einer Streitmacht, um seine Frau zurückzuerlangen. Als die beiden Brüder zum Kampf aufeinandertreffen, tritt Polémon, der Archont von Argos, dazwischen und trennt die Streitenden. Hippodamie will den Frieden. Deshalb gibt sie sowohl Érope den Rat, Thyeste künftig zu meiden, als auch diesem, Érope seinem Bruder zu überlassen. – Ihr unehelicher Sohn lebt verborgen in einem Tempel.
Akt 3
Atrée ist misstrauisch: Sein Bruder hat ihm zwar Frieden versprochen, doch erblasste und zitterte er bei der brüderlichen Umarmung. Der König von Argos will noch nicht glauben, dass Thyeste mit seiner Gattin eine ehebrecherische Verbindung eingegangen ist. Er fragt sich, warum sich Érope seinen Blicken immer noch entzieht.
Akt 4
Érope kann die Gegenwart Atrées nicht ertragen, deshalb wird ihr vereinbartes Treffen unter fadenscheinigen Vorwänden verschoben. Érope entscheidet sich, nicht mehr ihrem Mann zu gehören, sondern allein Thyeste zu lieben. Als es endlich zu der Begegnung des Königs mit seiner Gattin kommt, erklärt sie ihm, Thyeste sei ihr Gemahl und sie habe einen Sohn. Atrée akzeptiert zunächst alles und beteuert, der Friede mit seinem Bruder sei sicher. In dem nachfolgenden Monolog aber sinnt er auf Rache.
Akt 5
Érope und Thyeste vertrauen Hippodamie ihren Sohn an. Das Kind wird indes von Soldaten ergriffen. Atrée lässt es ebenso wie seine Eltern töten. Jetzt erkennt der König von Argos die die grausame Bestimmung seiner Familie, der Tantaliden.

## Literarische Vorlage und biografische Bezüge
Voltaire bearbeitete einen mehrfach überlieferten Stoff der griechischen Mythologie. Der spätere Zensor Prosper Jolyot Crébillon hatte bereits 1707 den Stoff zu einer Tragödie Atrée et Thieste verarbeitet. Voltaire schrieb in seinem Brief an d'Argental vom 19. Dezember 1770 die Erstfassung in elf Tagen fertiggestellt zu haben. Voltaire arbeitete die ersten vier Akte bis wenige Monate vor seinem Tod 1778 um.

## Aufführungen und zeitgenössische Rezeption
Voltaire hoffte vergeblich auf eine Aufführung in Paris anlässlich der Hochzeit des Grafen der Provence 1771. Der in literarischen Dingen nicht den Zeitgeschmack repräsentierende Friedrich II. schrieb an Voltaire: 

„...Ich bin verwundert, daß man es (Les Pélopides) in Paris nicht spielt. Ihre Mitbürger, oder vielmehr die modernen Welschen, haben den Geschmack an guten Sachen verloren ... Sie verdienen nicht, daß Sie in deren Vaterland geboren sind. Erst die Nachwelt wird Ihr ganzes Verdienst erkennen.“

## Drucklegung
Das nicht angenommene Stück wurde im Dezember 1771 zum Druck gegeben (nach Grimm erst im Januar 1772) und Anfang 1772 von Voltaire im zwölften Band der Nouveaux Mélanges, einer Fortsetzung der Cramer'schen Oktavausgaben der Werke von 1756–1764, veröffentlicht. 1772 folgten mehrere Einzelausgaben der Pariser Verleger Valadé und Didot.

## Beigabe
Den Separatausgaben bei Valadé und den folgenden Ausgaben bis zum Abdruck der Pelopiden im Band 6 der Kehler Werkausgabe ist das Fragment d'une Lettre vorangestellt, in dem Voltaire den Mythos der Tantaliden als Werkstatt der Melpomene bezeichnete.

## Erstdruck und erste Einzelausgaben
- Les Pélopides, ou Atrée et Thièste, Tragédie, Nouveaux melanges philosophiques, historiques, critiques, &c., Cramer, Genf, Band 12, S. 115–184.
- Les Pélopides, ou Atrée et Thièste, Tragédie, Valadé, Paris, 1772, 8°, 64 S.
- Les Pélopides, ou Atrée et Thièste, Tragédie, Valadé, Paris, 1772, 8°, 68 S.
- Les Pélopides ou Atrée et Thieste Tragédie par M. de Voltaire, Nouvelle édition, Didot, Paris, 1772, 8°, 43 S.